# Paul Philippot
Pour les articles homonymes, voir Philippot.
 (avril 2022).
La mise en forme du texte ne suit pas les recommandations de Wikipédia : il faut le « wikifier ».
Les points d'amélioration suivants sont les cas les plus fréquents :
- Les titres sont pré-formatés par le logiciel. Ils ne sont ni en capitales, ni en gras.
- Le texte ne doit pas être écrit en capitales (les noms de famille non plus), ni en gras, ni en italique, ni en « petit »…
- Le gras n'est utilisé que pour surligner le titre de l'article dans l'introduction, une seule fois.
- L'italique est rarement utilisé : mots en langue étrangère, titres d'œuvres, noms de bateaux, etc.
- Les citations ne sont pas en italique mais en corps de texte normal. Elles sont entourées par des guillemets français : « et ».
- Les listes à puces sont à éviter, des paragraphes rédigés étant largement préférés. Les tableaux sont à réserver à la présentation de données structurées (résultats, etc.).
- Les appels de note de bas de page (petits chiffres en exposant, introduits par l'outil «  Source ») sont à placer entre la fin de phrase et le point final[comme ça].
- Les liens internes (vers d'autres articles de Wikipédia) sont à choisir avec parcimonie. Créez des liens vers des articles approfondissant le sujet. Les termes génériques sans rapport avec le sujet sont à éviter, ainsi que les répétitions de liens vers un même terme.
- Les liens externes sont à placer uniquement dans une section « Liens externes », à la fin de l'article. Ces liens sont à choisir avec parcimonie suivant les règles définies. Si un lien sert de source à l'article, son insertion dans le texte est à faire par les notes de bas de page.
- La présentation des références doit suivre les conventions bibliographiques. Il est recommandé d'utiliser les modèles {{Ouvrage}}, {{Chapitre}}, {{Article}}, {{Lien web}} et/ou {{Bibliographie}}. Le mode d'édition visuel peut mettre en forme automatiquement les références.
- Insérer une infobox (cadre d'informations à droite) n'est pas obligatoire pour parachever la mise en page.

Pour une aide détaillée, merci de consulter Aide:Wikification.
Si vous pensez que ces points ont été résolus, vous pouvez retirer ce bandeau et améliorer la mise en forme d'un autre article.
Paul Philippot (8 février 1925 - 15 janvier 2016) est un historien de l’art et philosophe belge. Il a beaucoup écrit sur la conservation-restauration des biens culturels et a œuvré pour la création de formations professionnalisantes dans ce domaine.

## Biographie
Paul Philippot est né en 1925 à Woluwe-Saint-Pierre d’un père et un grand-père restaurateurs de peinture. Il est le premier de sa famille à étudier à l’université où il obtient un doctorat en histoire de l’art et en droit. Il devient ensuite professeur d’histoire de l’art à l’Université Libre de Bruxelles, poste qu’il occupe de 1955 à 1995. 
Ami et disciple de Cesare Brandi, il passe quelques mois au sein de son Institut de Conservation à Rome, puis participe à la diffusion de ses idées en Europe. C’est par ailleurs grâce à la recommandation de ce dernier que Paul Philippot devient l’un des cofondateurs de l’ICCROM (Centre international d'études pour la Conservation des biens culturels) dont il a été directeur adjoint de 1959 à 1971, puis directeur de 1971 à 1977. Dans le cadre de ses fonctions, il a participé à plusieurs projets internationaux visant notamment à mettre en relation les professionnels de la conservation-restauration pour former un réseau mondial. 
Il est également l’auteur de plusieurs ouvrages et articles sur le sujet de la conservation-restauration, en plus d’ouvrages d’esthétique et d’histoire de l’art. Il est notamment à l'origine de la triple règle de la stabilité des matériaux de restauration, de la lisibilité des interventions et de la réversibilité des interventions ; règle qui demeure encore aujourd’hui l’un des piliers de la déontologie en conservation-restauration.